# Atlas (film din 2024)
Atlas este un film american de acțiune științifico-fantastic din 2024, cu Jennifer Lopez în rolul unei analiste de înaltă calificare în combaterea terorismului, cu un scepticism profund față de inteligența artificială, care își dă seama că poate fi ultima soluție în urma eșecului unei misiuni intergalactice de a prinde un robot răufăcător. Filmul este regizat de Brad Peyton⁠(d) și scris de Leo Sardarian și Aron Eli Coleite⁠(d). În film mai apar Simu Liu⁠(d), Sterling K. Brown și Mark Strong.
O coproducție a ASAP Entertainment, Safehouse Pictures, Nuyorican Productions⁠(d) și Berlanti-Schechter Films⁠(d), Atlas a fost lansat de Netflix la 24 mai 2024. Nu a fost bine primit de critici, dar a avut succes pe Netflix, ajungând în Topul 10 al platformei în 93 de țări, inclusiv pe locul unu în 71 dintre acestea.

## Rezumat
În anul 2043, robotul umanoid terorist cu inteligență artificială generală Harlan conduce un război al mașinilor împotriva oamenilor, care duce la moartea a 3 milioane de oameni. Forțele militare ale unei noi Coaliții Internaționale a Națiunilor (CIN) au un șir de victorii împotriva lui Harlan, ceea ce îl face să fugă în spațiul cosmic.
Douăzeci și opt de ani mai târziu, Atlas Shepherd, o analistă cu o profundă neîncredere în inteligența artificială și fiica creatoarei lui Harlan, îl caută pe fugar. După ce unul dintre agenții IA ai lui Harlan este capturat și interogat, Atlas descoperă că Harlan a evadat pe GR-39, o exoplanetă din Galaxia Andromeda, și insistă să însoțească misiunea militară pentru a-l găsi și captura.
Cu câteva momente înainte ca rangerii CIN echipați cu mecha să coboare pe planetă, dronele lui Harlan atacă nava aflată pe orbită. Pentru a supraviețui, Atlas este forțată să intre într-un mecha și cade pe planetă în timp ce nava este distrusă. Atlas reușește să câștige controlul de bază al mecha, în ciuda neîncrederii ei față de IA de la bord, care se prezintă ca Smith. Atlas îi ordonă lui Smith să se îndrepte către punctul de aterizare planificat, unde îi găsește pe restul rangerilor morți. Ea acceptă fără tragere de inimă o interfață directă a minții ei cu Smith, permițând un control mai mare asupra mecha. Pe măsură ce călătoresc către o capsulă de salvare, Atlas îi dezvăluie lui Smith că mama ei a fost cea care l-a creat pe Harlan.
Deși nu mai are energie suficientă, Atlas îl convinge pe Smith să se îndrepte spre baza lui Harlan pentru a o marca cu o baliză pentru viitoarele nave care vor apărea. Cu toate acestea, după ce a plasat o țintă pe bază, Smith este lovit și dezactivat. Atlas este capturată și adusă la Harlan, care plănuiește să distrugă cea mai mare parte a umanității și să le ofere supraviețuitorilor aleși șansa de a prospera sub îndrumarea IA. Pentru a face acest lucru, Harlan a atras armata pe planetă pentru a-i fura nava cu codurile ei de acces și cu bombele ei care vor arde atmosfera Pământului.
Harlan extrage coduri de securitate din creierul lui Atlas și al colonelului Elias Banks pentru a trece de apărarea spațială a Pământului, apoi o lasă să moară împreună cu colonelul, singurul supraviețuitor al misiunii. După ce Banks îi dă dispozitivul său de interfață neuronală mecanică, Atlas îl reactivează de la distanță pe Smith, care vine în ajutorul lor. Atlas îi dezvăluie în continuare lui Smith că Harlan i-a ucis mama după ce tânăra Atlas - geloasă pe atenția pe care mama ei i-a acordat-o lui Harlan - i-a oferit lui Harlan o interfață nelimitată cu mintea ei. Harlan, programat să salveze omenirea de riscuri, a observat ulterior că istoria umanității marcată de comportament distructiv a făcut din aceasta un risc pentru sine. Smith o ajută pe Atlas să treacă peste vinovăția provocată de acțiunile sale și, în timp ce Banks se sacrifică pentru a le curăța calea, Atlas și Smith luptă să iasă din bază și distrug nava lui Harlan înainte de a-l învinge pe Harlan într-o luptă corp la corp. Smith, puternic avariat, își oprește sistemele înainte ca Atlas să fie salvată după o defibrilare repetată.
Înapoi pe Pământ, Atlas este informată că va dura ani de zile pentru a fi analizat procesorul complicat al lui Harlan. Atlas, acum ranger, testează cel mai nou model de mecha, creat cu modificările sugerate de ea. Pe măsură ce pornește noul mecha, IA-ul acestuia repetă o frază specifică spusă de Atlas în ultimele momente ale misiunii, apoi îi spune în glumă să-i ghicească numele, sugerând că programul lui Smith a supraviețuit.

## Distribuție
- Jennifer Lopez – Atlas Shepherd
- Simu Liu⁠(d) – Harlan Shepherd

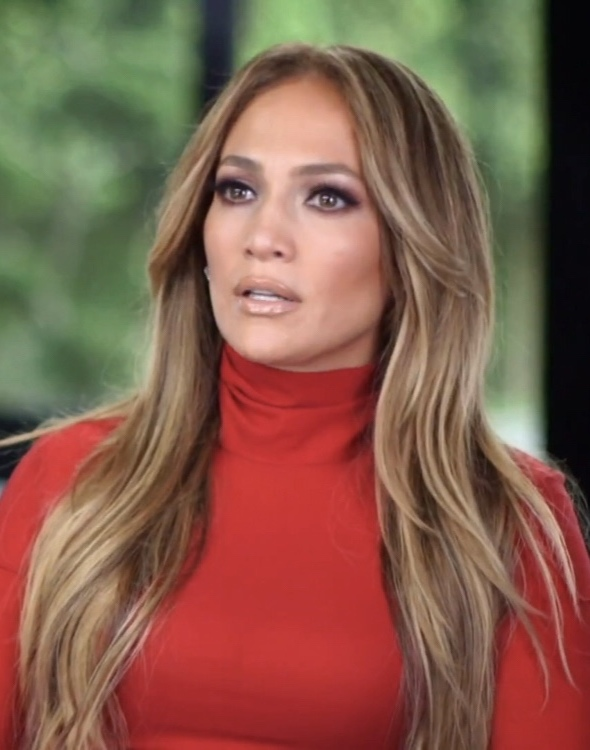
Jennifer Lopez

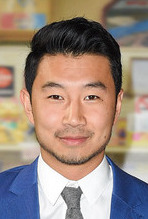
Simu Liu

- Sterling K. Brown – Colonel Elias Banks
- Gregory James Cohan – Smith (voce)
- Abraham Popoola – Casca Decius
- Lana Parrilla – Val Shepherd
- Mark Strong – General Jake Boothe

## Producție
Scenariul a fost scris inițial de Leo Sardarian, iar Aron Eli Coleite l-a rescris. Simu Liu⁠(d), Sterling K. Brown și Abraham Popoola s-au alăturat distribuției în august 2022 , iar Lana Parrilla a fost confirmată că va juca în septembrie 2022.  Filmările principale au început la 26 august 2022, în Los Angeles și Noua Zeelandă și s-au încheiat la 26 noiembrie. 

## Lansare
Atlas a fost lansat de Netflix la 24 mai 2024. Filmul a debutat pe primul loc în lista celor mai populare filme engleze de pe Netflix, cu 28,2 milioane de vizualizări (sau 56,3 milioane de ore de vizionare), devenind cel mai vizionat titlu pentru săptămâna (20-26 mai). Atlas a ajuns în Netflix Top 10 în 93 de țări și a ajuns pe primul loc în 71 de țări.
Până la 5 iunie 2024, Atlas a avut 60 de milioane de vizionări globale (sau 119,4 milioane de ore de vizionare), devenind al patrulea film cu Lopez în fruntea topurilor de streaming în doi ani, după Shotgun Wedding⁠(d) (2022), The Mother (2023) și This Is Me... Now: A Love Story⁠(d) (2024) și al doilea cel mai vizionat film cu Lopez pe Netflix. Rata de finalizare a spectatorilor pentru Atlas este de 80%.

## Recepție
Filmul nu a fost bine primit de critici. 
Pe site-ul web al agregatorului de recenzii Rotten Tomatoes, 18% din recenziile celor 100 de critici sunt pozitive, cu o evaluare medie de 3,8/10. Consensul site-ului web spune: „Jennifer Lopez face tot posibilul pentru a suporta obiectivul seismic al lui Atlas, dar acest spectacol SF ajunge sub greutatea unui scenariu a cărui inteligență este pur și simplu artificială”. Metacritic, care folosește o medie ponderată, a atribuit filmului un scor de 37 din 100, pe baza a 27 de critici, indicând recenzii „în general nefavorabile”.
The New York Times a scris într-o recenzie: „Este un concept intrigant, deoarece o întrebare deschisă atât pe ecran, cât și în viața reală este dacă IA este în mod inerent bună, sau rea, sau neutră, sau este un al patrulea lucru despre care încă nu avem cuvinte.” The New York Times a lăudat, de asemenea, interpretarea lui Lopez în film, scriind: „Lopez, care a fost și producător al filmului, se aruncă în rol cu abandon, genul de interpretare care este deosebit de impresionant, având în vedere că este în mare parte singură pe tot parcursul filmului.”
Space.com a scris într-o recenzie favorabilă: „Se mândrește cu interpretări impresionante prin distribuția sa plăcută, secvențe de acțiune inspirate și efecte vizuale uluitoare, dirijate cu încredere de un regizor plin de spirit care înțelege mecanica antiglonț a structurii tradiționale în trei acte”. Într-o recenzie mixtă, The Guardian a scris că Atlas „arată ca și cum ar fi fost făcut acum două decenii”.